# ميخائيل روث (لاعب كرة قاعدة)
ميخائيل روث (بالإنجليزية: Michael Roth)‏ هو لاعب كرة قاعدة أمريكي، ولد في 15 فبراير 1990 في غرير في الولايات المتحدة.

## وصلات خارجية
- ميخائيل روث على موقع دوري كرة القاعدة الرئيسي (الإنجليزية)
- ميخائيل روث على موقعبيزبول رفرنس.كوم (الدوري الرئيسي) (الإنجليزية)
- ميخائيل روث على موقعبيزبول رفرنس.كوم (الدوري الثانوي) (الإنجليزية)
- ميخائيل روث على موقع إي إس بي إن.كوم (أم.أل.بي) (الإنجليزية)
- ميخائيل روث على موقع مشجعي الرسوم البيانية (الإنجليزية)